# Busk (hromada)
Busk – hromada miejska w rejonie złoczowskim obwodu lwowskiego Ukrainy. Siedzibą hromady jest Busk.
Hromadę utworzono w ramach reformy decentralizacji 19 lipca 2020 r.

## Miejscowości hromady
W skład hromady wchodzi 1 miasto, 1 osiedle typu miejskiego i 66 wsi

- Busk – miasto, siedziba hromady
- Olesko – osiedle typu miejskiego
- Angelówka
- Baczka
- Bajmaki
- Barchówka
- Bażany
- Bołożynów
- Budyhołosz
- Chwatów
- Cyków
- Czanyż
- Czuczmany
- Czyszki
- Dumnycia
- Duniów
- Gajowskie
- Grabina
- Grabowa
- Horbacze
- Hucisko Turzańskie
- Humniska
- Huta
- Jabłonówka
- Josypiwka
- Kąty
- Kędzierzawce
- Kozłów
- Kupcze
- Lanerówka
- Lasowe
- Lasowe
- Lasowe
- Lisko
- Łabacz
- Łętków
- Maraszczanka
- Milatyn Nowy
- Milatyn Stary
- Niwy
- Ożydów
- Pawłyków
- Pobużany
- Podstawki
- Przewłoczna
- Rakobuty
- Rokytne
- Ryżany
- Rzepniów
- Rzepniów Nowy
- Sedory
- Sokole
- Sokołówka
- Stołpin
- Terebieże
- Toporów
- Turze
- Wierzblany
- Wolica Derewlańska
- Wołujki
- Zabłotne
- Zabłoto
- Za Brodem
- Zakomarze
- Zastawne
- Zawodśke
- Żuratyn